# Lucidina natsumiae
Lucidina natsumiae is een keversoort uit de familie glimwormen (Lampyridae). De wetenschappelijke naam van de soort is voor het eerst geldig gepubliceerd in 1972 door M. Chujo & Satô.